# Алтынбаев, Муслим Мухтарович
Муслим Мухтарович Алтынбаев (род. 19 января 1966) — представитель высшего командования Вооружённых сил Республики Казахстан, генерал-лейтенант, заместитель Министра обороны Республики Казахстан (с 2017), командующий войсками регионального командования «Астана» (2010—2013), сын генерала армии Мухтара Алтынбаева.

## Биография
Родился 19 января 1966 года.
В 1987 году окончил Ставропольское высшее военно-авиационное училище летчиков и штурманов (специальность «штурман боевого управления»).
В 1987-96 — на офицерских должностях в ВВС СССР/РК
В 1998 году окончил Военно-дипломатическую академию МО РФ.
В июле 1998—1999 — помощник военного атташе Казахстана в США.
В 1999-2002 — военный атташе Казахстана в США.
В 2002 — Награждён медалью США «Легион Почета» (офицерской степени)
2003—2004 — Обучался в Национальном Университете Обороны, США (National Defense University, Washington, D.C.)
2004 — Окончил Национальный Университет Обороны, США (National Defense University, Washington, D.C.) и получил степень магистра науки National Resource Strategy.
С весны 2006 — заместитель председателя Комитета начальников штабов Минобороны РК.
С 11 марта 2010 — командующий войсками регионального командования «Астана».
7 мая 2010 года присвоено звание генерал-майора.
В мае 2019 года присвоено звание генерал-лейтенанта.
С июля 2013 года Заместитель начальника Генерального штаба Вооруженных Сил Республики Казахстан.
В ноябре 2016 года назначен заведующим Отделом военной безопасности и обороны Совета Безопасности Республики Казахстан
В 2017—2020 — заместитель министр обороны Республики Казахстан.

## Награды
- Орден «Даңқ» II степени (2018)
- Орден «Айбын» 2-й степени (2007)
- Юбилейные медали
- Медали за выслугу лет